# Inside Jennifer Welles
Inside Jennifer Welles és una pel·lícula pornogràfica estatunidenca del 1977 protagonitzada per Jennifer Welles, una estrella del porno americana principalment activa als gèneres soft i hard de la dècada de 1970, tot i que va començar la seva carrera d'actriu a finals de la dècada de 1960 en el gènere sexplotació. La pel·lícula suposadament autobiogràfica és un dels clàssics de l'Edat d'Or del Porno.
Els crèdits de Inside Jennifer Welles (1977) atribueixen a Welles ser la directora, encara que la pel·lícula va ser en realitat dirigida de manera anònima pel veterà de sexplotació Joseph W. Sarno.

## Sinopsi
La pel·lícula explica la història d'una actriu porno madura i té el seu clímax en dues escenes/moments concrets: quan respon a l'interès que mostren dues joves de 20 anys mantenint relacions sexuals amb tots dos alhora (responent a la fantasies eròtiques de tenir sexe amb una dona gran) i quan té sexe amb 9/10 homes aconseguint apassionadament satisfer-los a tots (escena final)

## Repartiment
- Jennifer Welles com ella mateixa
- Ken Anderson com el Dr. Ward
- Peter Andrews com a company d'habitació de Bert
- Cheri Baines com Miss Haskell
- Robert Kerman com a projeccionista